# فوزية العلوي
فوزية العلوي (القصرين، 05 ماي 1957  - ) كاتبة وشاعرة تونسية.

## الدواوين
- 1997, برزخ طائر
- 2009, قربان الغياب
- 2013, حرة

## مؤلفاتها
- الديوان معلّقة الرّمل
- أعدّوا لي الريح

## جوائز
في سنة 1996، تحصلت فوزية على جائزة وزارة الثقافة للكتاب المطبوع, كما تحصلت على جائزة امتياز في القصة القصيرة لملتقى نساء المتوسط بالتنسيق مع الكريديف, في سنة 1995.